# 마스카와 도시히데
마스카와 도시히데(일본어: 益川 敏英, 1940년 2월 7일 ~ 2021년 7월 23일)는 일본의 이론물리학자이다.

## 생애
아이치현 나고야시에서 태어나 나고야 대학의 사카타 쇼이치 교수 연구실에 소속되어 박사 학위를 취득했다. 교토 대학의 조교로 있던 1973년, 같은 나고야 대학의 사카타 교수 연구실 후배였던 고바야시 마코토하고 보손과 쿼크의 약한 상호작용에 관한 카비보–고바야시–마스카와 행렬을 도입했다.
2008년, 고바야시 마코토, 난부 요이치로 교수와 함께 노벨 물리학상을 공동으로 수상했다.

## 주요 경력
- 1958년 3월 - 나고야 시립 고요고등학교 졸업.
- 1962년 3월 - 나고야 대학 이학부 졸업.
- 1967년 3월 - 나고야 대학 대학원 이학 연구과 박사 과정 수료. 이학 박사 학위 취득.
- 1967년 4월 - 나고야 대학 이학부 조교.
- 1970년 5월 - 교토 대학 이학부 조교.
- 1976년 4월 - 도쿄 대학 원자핵 연구소 조교수.
- 1980년 4월 - 교토 대학 기초 물리학 연구소 교수.
- 1990년 11월 - 교토 대학 이학부 교수.
- 1995년 4월 - 교토 대학 대학원 이학 연구과 교수.
- 1995년 4월 - 교토 대학 평의원( ~ 1996년 4월).
- 1995년 12월 - 교토 대학 학생부 부장.
- 1997년 1월 - 교토 대학 기초 물리학 연구소 교수.
- 1997년 4월 - 교토 대학 기초 물리학 연구소 소장( ~ 1999년 3월).
- 1997년 5월 - 「문부과학성 관할 및 국립 대학 부설 연구소 소장 회의」회장.
- 1997년 7월 - 일본 학술 회의 회원.
- 2003년 4월 - 교토 대학 명예 교수.
- 2003년 4월 - 교토 산업 대학 이학부 교수.
- 2004년 10월 - 교토 산업 대학 연구기구장.
- 2007년 10월 - 나고야 대학 특별 초빙 교수.
- 2009년 2월 - 학교 법인 교토 산업 대학 이사.

## 일화
- 2009년 3월 8일, 도쿄의 메이지 대학 강연에서 "국가가 국가의 이름으로 시작하는 전쟁은 원하지 않는다. 좋아하는 사람은 하시라. 아니, 그것도 곤란하다"며 일본 헌법 9조 개정을 반대한다는 뜻을 분명히 밝혔다.[1]
- 노벨상 시상식 때, "나는 영어를 할 줄 모릅니다"라고 밝히고 연설을 한 것으로 유명하다.